# Thủy điện Thác Mơ
Nhà máy thủy điện Thác Mơ là một nhà máy thủy điện trên sông Bé thuộc địa bàn xã Đức Hạnh, huyện Bù Gia Mập, tỉnh Bình Phước, Việt Nam.

## Địa lý
Công trình Thủy điện Thác Mơ được xây dựng trên dòng chính Sông Bé thuộc địa phận thị xã Phước Long, huyện Bù Đăng và huyện Bù Gia Mập, tỉnh Bình Phước, cách Thành phố Hồ Chí Minh 148 km về phía bắc Đông Bắc .

## Lịch sử
Thủy điện Thác Mơ ban đầu có công suất lắp máy 150 MW với 2 tổ máy, sản lượng điện hàng năm 610 triệu kWh, khởi công xây dựng ngày 20 tháng 11 năm 1991 và đi vào hoạt động ngày 30 tháng 4 năm 1995.
Thủy điện Thác Mơ mở rộng, tăng thêm công suất lắp máy 75 MW với 1 tổ máy, khởi công ngày 5 tháng 7 năm 2014, hoàn thành ngày 11 tháng 7 năm 2017, nâng tổng công suất lắp máy là 225 MW, sản lượng điện hàng năm 915 triệu kWh.
Thủy điện Thác Mơ không chỉ cung cấp điện năng, mà còn cung cấp nước cho đất đai quanh vùng và kiểm soát lũ ở hạ lưu. Tuy nhiên, nó cũng gây ra xói lở hạ lưu.

### Thông số kỹ thuật
Hồ chứa nước cho nhà máy hoạt động có diện tích lưu vực là 2.200 km², mực nước chết là 198 m, mực nước dâng bình thường là 218 m, rộng 109 km², dung tích 1,36 tỷ m³. Đập chính của thủy điện cao 50 m, rộng 7 m (đỉnh đập). Đập tràn dài 44 m.

## Sông Bé
Sông Bé bắt nguồn từ hồ thủy điện Thác Mơ, chảy qua các tỉnh Bình Phước, Bình Dương và Đồng Nai, đổ vào sông Đồng Nai tại thủy điện Trị An.
Ngoài Thác Mơ còn có thủy điện Cần Đơn và thủy điện Srok Phu Miêng được xây dựng trên sông Bé.